# Misión Chaqueña
Misión Chaqueña är en ort i Argentina.   Den ligger i provinsen Salta, i den norra delen av landet, 1 400 km norr om huvudstaden Buenos Aires. Misión Chaqueña ligger 271 meter över havet och antalet invånare är 1 096.
Terrängen runt Misión Chaqueña är mycket platt. Runt Misión Chaqueña är det glesbefolkat, med 10 invånare per kvadratkilometer..
I omgivningarna runt Misión Chaqueña växer i huvudsak lövfällande lövskog.